# 阿克苏河

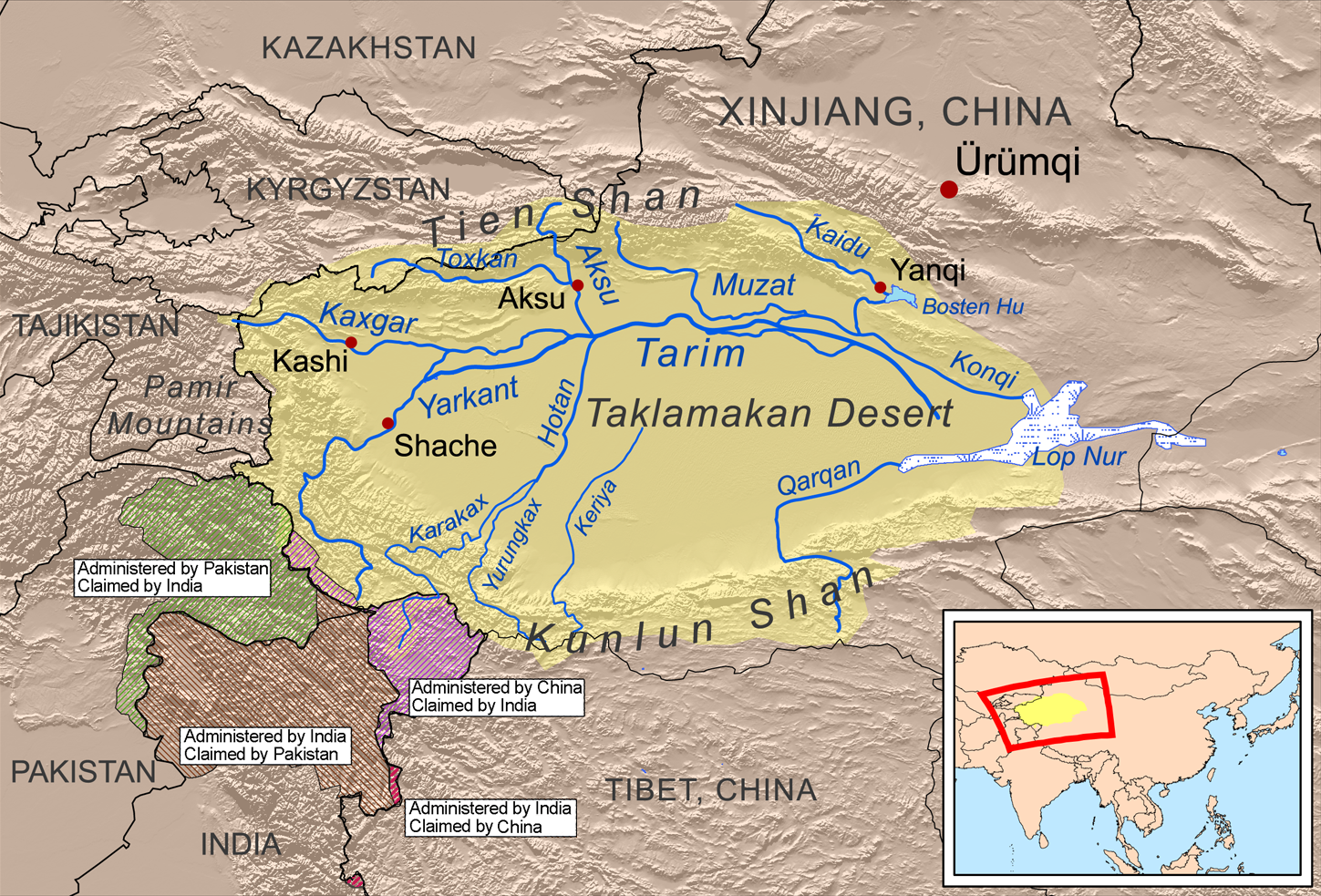
阿克苏河

阿克苏河（維吾爾語：ئاقسۇ دەرياسى‎）位于新疆境内，为塔里木河水量最大一级支流，由托什干河与库玛拉克河(Kumarik River)汇流而成，长224千米，流域面积5万平方公里，其中中国境内面积3万平方公里。“阿克苏”在维吾尔语之意指“白水”。

## 水文
阿克苏河上游有两大支流︰北支库玛拉克河水量大，发源于Semyonov Peak，有两大冰川Semyonov Glacier和Engilchek Glacier，在吉尔吉斯斯坦流入中国之前称为萨雷扎兹河(Saryjaz River 或 Sarydzhaz River)。西支托什干河流程长，托什干河发源于中天山山脉。两河河水由山地降水及冰雪融水补给，水量非常丰富，在温宿县附近汇合称阿克苏河。流经石灰岩、白云岩山地，河水中带有大量的白色沙粒，水呈乳白色而得名为“白水”。流至阿克苏城被河床中一条带状沙洲分为两支，西支叫老大河，东支叫新大河。新、老大河在阿瓦提县以下重新汇合，阿克苏河向东南流与叶尔羌河、喀什噶尔河、和田河，四河于阿瓦提县的肖夹克附近汇合成塔里木河。

## 生态
阿克苏河是塔里木河的主要水源，也是塔里木河四大源流中唯一一个一年四季有水汇入的，阿克苏河灌溉阿克苏绿洲，对于塔里木河中下游生态有重要意义。